# Luena (vattendrag)
Luena är ett vattendrag i Angola. Det ligger i provinsen Moxico, i den östra delen av landet, 1 100 kilometer öster om huvudstaden Luanda.
I omgivningarna runt Luena växer huvudsakligen savannskog. Runt Luena är det mycket glesbefolkat, med 2 invånare per kvadratkilometer.